# Bietzandvleugeltje
Het bietzandvleugeltje (Scrobipalpa ocellatella) is een vlinder uit de familie tastermotten (Gelechiidae). De wetenschappelijke naam is voor het eerst geldig gepubliceerd in 1858 door Boyd.
De soort komt voor in Europa.